# Kanton Tullins
Der Kanton Tullins ist seit 1790 ein französischer Kanton im Arrondissement Grenoble im Département Isère der Region Auvergne-Rhône-Alpes. Hauptort ist Tullins.

## Gemeinden
Der Kanton besteht aus 13 Gemeinden mit insgesamt 38.974 Einwohnern (Stand: 2022) auf einer Gesamtfläche von 153,06 km²:
| Gemeinde                | Einwohner 1. Januar 2022 | Fläche km² | Dichte Einw./km² | Code INSEE | Postleitzahl |
| ----------------------- | ------------------------ | ---------- | ---------------- | ---------- | ------------ |
| Beaucroissant           | 1.843                    | 11,18      | 165              | 38030      | 38140        |
| Charnècles              | 1.462                    | 5,23       | 280              | 38084      | 38140        |
| Moirans                 | 7.573                    | 20,06      | 378              | 38239      | 38430        |
| Montaud                 | 529                      | 14,59      | 36               | 38248      | 38210        |
| Poliénas                | 1.114                    | 14,03      | 79               | 38310      | 38210        |
| Réaumont                | 1.005                    | 4,95       | 203              | 38331      | 38140        |
| Renage                  | 3.361                    | 5,10       | 659              | 38332      | 38140        |
| Rives                   | 6.599                    | 10,93      | 604              | 38337      | 38140        |
| Saint-Blaise-du-Buis    | 1.064                    | 5,44       | 196              | 38368      | 38140        |
| Saint-Jean-de-Moirans   | 3.601                    | 6,43       | 560              | 38400      | 38430        |
| Saint-Quentin-sur-Isère | 1.472                    | 19,45      | 76               | 38450      | 38210        |
| Tullins                 | 7.657                    | 28,79      | 266              | 38517      | 38210        |
| Vourey                  | 1.694                    | 6,88       | 246              | 38566      | 38210        |
| Kanton Tullins          | 38.974                   | 153,06     | 255              | 3825       | –            |

Bis zur Neuordnung bestand der Kanton Tullins aus den zehn Gemeinden: Cras, Montaud, Morette, Poliénas, Quincieu, La Rivière, Saint-Paul-d’Izeaux, Saint-Quentin-sur-Isère, Tullins und Vatilieu. 